# Podoscypha gillesii
Podoscypha gillesii är en svampart som beskrevs av Boidin & Lanq. 1973. Podoscypha gillesii ingår i släktet Podoscypha och familjen Meruliaceae.   Inga underarter finns listade i Catalogue of Life.